# Ait Hani
Aït Hani (àrab آيت هاني) és una comuna rural de la província de Tinghir de la regió de Drâa-Tafilalet. Segons el cens de 2014 tenia una població total de 10.587 persones. Està situada a 70 km al sud d'Imilchil, a 50 km al nord de Tinghir, a 38 km a l'oest d'Assoul i a 60 km a l'est de M'Semrir.